# Cinizam
Cinizam (iz stgrč. κυνισμός [] — oponašanje psa; stoga se koristi i reč pasotizam) termin je koji u kolokvijalnoj (u ovom slučaju najčešćoj) upotrebi označava drskost, grubu otvorenost, bestidnost.
Cinizam je i stav koji karakteriše opšte nepoverenje u tuđe motive. Cinična osoba ima generalni nedostatak vere ili nade u ljudsku vrstu; to su ljudi koje motiviše ambicija, želja ili požuda, pohlepa, veličanje, materijalizam (ugl. ekonomski), cilj (ne sredstvo), kao i sama mišljenja koja ta cinična osoba smatra uzaludnima ili besmislenima pa ih svodi na minimalističko razmatranje tj. omalovažavanje.
Izraz cinizam ponekad se pogrešno primenjuje i na učenje starogrčkih kinika (up. cinik), prema kojem je i nastao termin cinizam; kinici su odbijali sve konvencije i zagovarali težnju ka vrlinama i jednostavnom idealističkom načinu života.
Sinonimno značenje ima i reč desafekcija (koja označava bezosećajnost, što i jeste jedna karakteristika cinizma).
U novije (ređe i pređašnje) vreme česta pojava je politički cinizam, npr. pri obraćanju političara u svetu, ali i tekstualno u zvaničnim dokumentima koje oni donose (proučava ga politička psihologija); cinizma ima i u popularnoj kulturi, npr. mimovi, putem televizije ili umetnosti generalno itd. Postoji i u medijskim krugovima (kao klasični novinarski ili pak političarski snimljeni ili cinizam druge vrste), pri izveštavanju na televiziji, u novinama i sl. U običnom životu, kao normalna pojava moguća je privremena manifestacija cinizma tokom puberteta, najviše u adolescenciji (pri odnosu tinejdžera sa roditeljima, porodicom, prijateljima i drugima u okolini).

## Literatura
- Opća enciklopedija  JLZ, Zagreb, 1977.

## Spoljašnje veze
- Definicija []
- Cinizam: poklon modi ili kazna Boga Архивирано на веб-сајту  (10. децембар 2019) []
- Cinizam je sudbina malodušnih []